# Naturschutzgebiet Palmetal
Das Naturschutzgebiet Palmetal mit einer Größe von 11,7 ha liegt östlich von Westernbödefeld im Stadtgebiet von Schmallenberg. Das Gebiet wurde 2008 mit dem Landschaftsplan Schmallenberg Südost durch den Hochsauerlandkreis als Naturschutzgebiet (NSG) ausgewiesen.

## Gebietsbeschreibung
Beim NSG handelt es sich um zwei Bäche und Auenbereiche. Dabei handelt es sich vor allem um die Palme nördlich vom Sportplatz Bödefeld bis zur Mündung in die Brabecke. Auch Stücke der Brabecke vor und nach Einmündung der Palme gehören zum NSG. Die Aue wird durch Grünland eingenommen. Die Flüsse haben einen Saum von Bäumen, meist Schwarz-Erlen. 

## Pflanzenarten im NSG
Im NSG kommen seltene Tier- und Pflanzenarten vor. Auswahl vom Landesamt für Natur, Umwelt und Verbraucherschutz Nordrhein-Westfalen dokumentierter Pflanzenarten: Echtes Mädesüß, Flatter-Binse, Gewöhnliche Pestwurz, Kleiner Baldrian, Kletten-Labkraut, Kohldistel und Sumpf-Pippau. 

## Schutzzweck
Das NSG soll die Bäche und Auenbereiche mit ihrem Arteninventar schützen.
Wie bei allen Naturschutzgebieten in Deutschland wurde in der Schutzausweisung darauf hingewiesen, dass das Gebiet „wegen der Seltenheit, besonderen Eigenart und Schönheit des Gebietes“ zum Naturschutzgebiet wurde.